# Anastasija Soboljeva
Anastasija Kostjantynivna Soboljeva (ukrainsk: Анастасія Костянтинівна Соболєва, født 23. april 2004 i Dnipro, Ukraine) er en professionel tennisspiller fra Ukraine.